# Кочинел
Жаклин Шарлот Дифресној (Париз, 23. август 1931 — Марсељ, 9. октобар 2006), познатија под уметничким именом Кочинел, била је француска глумица, забављачица и певачица. Била је трансродна особа и први широко покриван послератни случај операције промене пола у Европи, где постаје међународно славна личност и реномирана клупска певачица.

## Живот и каријера
Рођена у Паризу у улици Госпе од Назарета (фр. Notre Dame de Nazareth) број 66. у 3. арондисману Париза, узела је уметничко име Кочинел (француски за „Бубамару”; фр. Coccinelle) када је ушла у шоу бизнис, дебитујући као трансродна глумица 1953. у Мадам Артур (фр. Madame Arthur) где је њена мајка продавала цвеће. Касније је редовно наступала у познатом ноћном клубу Вртешка Париза (фр. Le Carrousel de Paris), где су редовно наступале и друге познате транс жене као што су Ејприл Ешли и Мари Пјер Прувот.
Године 1958, отпутовала је у Казабланку да би била подвргнута вагинопластици код Жоржа Буруа . Касније је рекла: „Др Буроу је исправио грешку коју је природа направила и постала сам права жена, изнутра и споља. Након операције, доктор је само рекао: „Bonjour, Mademoiselle” (срп. Здраво, госпођице), и знала сам да је операција успела.”
Певала је насловну нумеру за Premier rendez-vous, филм из 1941. године у режији Анрија Декона. Постала је медијска сензација и извела је Cherchez la femme revue која је трајала 7 месеци на Олимпији у Паризу између 1963. и 1964 године. Године 1987. објављена је њена аутобиографија под називом Coccinelle par Coccinelle (срп. Чочинело буди Чочинела).
Удала се за француског новинара Франсиса Бонеа 1960. године. Њен брак са Бонетом је раскинут 1962. Затим се 1963. удала за парагвајског плесача Марија Косту, који је умро 1977. Затим се удала за колегу трансродног активисту Терија Вилсона 1996.

## Медијска сензација
Врло брзо је постала медијска сензација по повратку у Француску након операције, изгледом и сценским чином заснованим на истакнутим секс симболима тог времена. Историчарка Жоан Мејеровиц написала је да се „сексуализованија МТФ појавила у сензационализованој штампи у причама о Кочинели, која ради у Вртешци Париза“. Године 1959 . појавила се у филму Europa di notte (срп. Европа ноћу) редитеља Алесандра Блазетија. Исте године, италијански певач Гиго Агости посветио јој је песму Coccinelle, изазвавши широку констернацију и контроверзу. Кочинел се појавила у аргентинском трилеру Los viciosos (срп. Опаки) из 1962. и била је прва француска транс жена која је постала велика звезда, када је Бруно Кокатрикс написао њено име великим црвеним словима на прочељу париске Олимпије за своју ревију из 1963. године, Cherchez la femme (срп. Потражите жену). Касније се појавила у шпанској романтичној драми Días de viejo color (срп. Дани старе боје) из 1968.
У израелском сленгу, реч Кочинел (хебр. קוקסינל) користи се као синоним за трансродне особе, често погрдно (и такође као пејоратив за феминизираног мушкарца).

## Активизам и каснији живот
Кочинел је интензивно радила као активисткиња у име трансродних особа, оснивајући организацију Devenir Femme (срп. Постати жена), која је осмишљена да пружи емоционалну и практичну подршку онима који траже операцију промене пола. Такође је помогла у оснивању Центра за помоћ, истраживање и информације за транссексуалност и родни идентитет. Поред тога, њен први брак је био прва заједница коју је званично признала влада Француске, чиме је установљено законско право трансродних особа на брак. Њену аутобиографију Coccinelle из 1987. објавио је Данијел Филипачи.
Кочинел је хоспитализована у јулу 2006. након можданог удара. Умрла је 6. октобра у Марсеју.

## Дискографија
Coccinelle No 1 (President Records No 38." cda 1052)
1. Tu t'fous de moi (срп. Није те брига за мене)
2. L'Amour a fleur de coeur (срп. Љубав има срце као цвет)
3. Prends-moi ou laisse-moi (срп. Узми ме или ме остави)
4. Tu es là (срп. Ти си тамо)

Coccinelle No 2 (President Records No 12" cda 1052)
1. Je cherche un millionnaire (срп. Тражим милионера)
2. Avec mon petit faux-cul (срп. Са мојим малим лажљивим дупетом)

Coccinelle - 4 chansons de la Revue de l'Olympia "Chercher la femme" (RCA VICTOR 86.012M - 1963)
1. Cherchez la femme (срп. Пронађи жену)
2. On fait tout à la main (срп. Све се ради ручно)
3. C'est sûrement vous (срп. Вероватно си ти)
4. Depuis toujours (срп. Одувек)

Star du Carrousel de Paris CD (Marianne Melodie 041625) Компилација 20 наслова.